# Liste der Baudenkmäler in Abtswind
Auf dieser Seite sind die Baudenkmäler in dem unterfränkischen Markt Abtswind zusammengestellt. Diese Tabelle ist eine Teilliste der Liste der Baudenkmäler in Bayern. Grundlage ist die Bayerische Denkmalliste, die auf Basis des Bayerischen Denkmalschutzgesetzes vom 1. Oktober 1973 erstmals erstellt wurde und seither durch das Bayerische Landesamt für Denkmalpflege geführt wird. Die folgenden Angaben ersetzen nicht die rechtsverbindliche Auskunft der Denkmalschutzbehörde.
 Diese Liste gibt den Fortschreibungsstand vom 15. April 2020 wieder und enthält 39 Baudenkmäler.

## Ensembles

### Ensemble Hauptstraße
Das Ensemble (Lage) umfasst die Hauptstraße in ihrer gesamten Ausdehnung zwischen dem westlichen und östlichen Tor der ehemaligen Marktbefestigung, die um 1605 entstanden ist. Der ansehnliche Ort ist ein charakteristisches Beispiel eines fränkischen Weinbauerndorfes. Flankiert wird die Straße, die sich heute ungefähr im Zentrum zu einem Marktplatz öffnet, von vornehmlich giebelständigen und zweigeschossigen Winzer- und Bauernhöfen des 18./19. Jahrhunderts. Zugehörig ist die Evang.-Luth. Pfarrkirche, die abgeschieden und eng, umgeben von Kirchgaden des 17.–19. Jahrhundert, nördlich der Hauptstraße im Winkel zum Marktplatz liegt, doch optisch mit ihrem Turm in das Bild der Straße einwirkt. Wichtig sind die Markttore, die als Torhäuser mit Fachwerkobergeschossen den Ort nach außen hin begrenzen. Das westliche Tor, das 1605 datiert ist, erinnert mit dem Wappen der Grafen von Castell und des Zisterzienserklosters Ebrach an die alten Besitzverhältnisse. Umgrenzung: Hauptstraße 1–42, 44, 46, 48, 50, 52, 54, 56, 58, 60, 62, 64, 66, 68, 70 und die Pfarrkirche mit Kirchgaden. Aktennummer E-6-75-111-1.

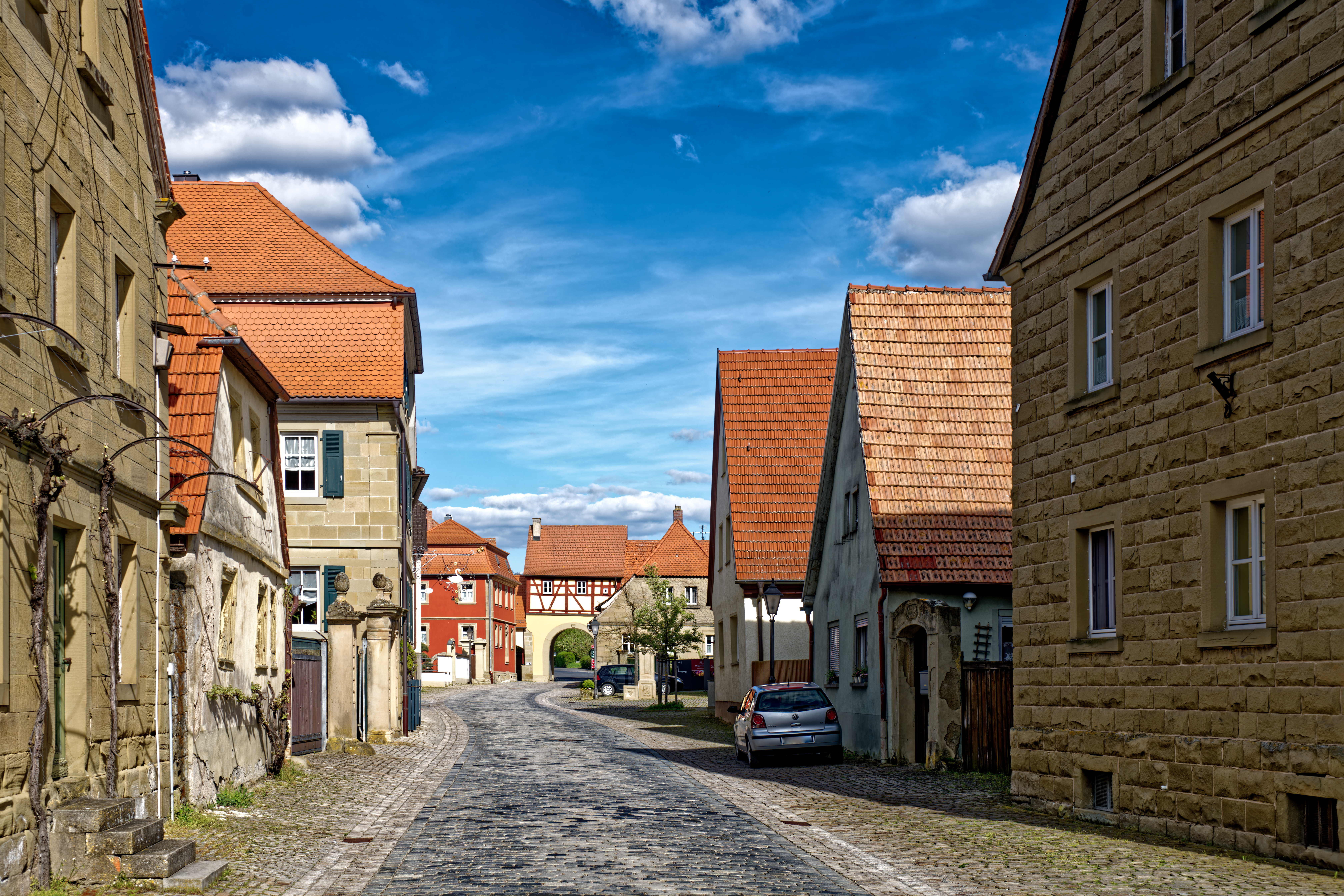
Hauptstraße von Westen weitere Bilder

## Baudenkmäler nach Ortsteilen

### Abtswind
| Lage                                                              | Objekt                                         | Beschreibung | Akten-Nr.              | Bild           |
| ----------------------------------------------------------------- | ---------------------------------------------- | --- | ---------------------- | -------------- |
| Ebracher Gasse 13, im Garten (Standort)                           | Giebelstein                                    | Bezeichnet „1761“ | D-6-75-111-4 Wikidata  | weitere Bilder |
| Ebracher Gasse 15 (Standort)                                      | Brunnenhaus                                    | mit Pyramidendach, 18./19. Jahrhundert | D-6-75-111-5 Wikidata  | weitere Bilder |
| Greuther Straße 2 (Standort)                                      | Bauernhaus                                     | Zweigeschossiger Satteldachbau mit Fachwerkobergeschoss, zweiflügelige Anlage über winkligem Grundriss, korbbogige Toreinfahrt, bezeichnet „1729“                           | D-6-75-111-7 Wikidata  | weitere Bilder |
| Greuther Straße 8 (Standort)                                      | Bauernhaus                                     | Eingeschossiger Halbwalmdachbau mit Fachwerkgiebel, südlich anschließender Anbau mit Fachwerkobergeschoss und Tordurchfahrt, bezeichnet am Torbogen „1808“                  | D-6-75-111-8 Wikidata  | weitere Bilder |
| Hauptstraße 1 (Standort)                                          | Torhaus der ehemaligen Marktbefestigung        | Hohe Tordurchfahrt mit Fachwerkobergeschoss und Satteldach, um 1605, mit östlich anschließendem eingeschossigem Halbwalmdachbau                                             | D-6-75-111-9 Wikidata  | weitere Bilder |
| Hauptstraße 3 (Standort)                                          | Wohnhaus                                       | Eingeschossiger Halbwalmdachbau aus Sandsteinquadern, bezeichnet „1841“ | D-6-75-111-10 Wikidata | weitere Bilder |
| Hauptstraße 4 (Standort)                                          | Wohnhaus                                       | Zweigeschossiger traufständiger Mansarddachbau mit geohrten Fenster- und Türrahmungen, bezeichnet „1782“ (verkleidet)                                                       | D-6-75-111-11 Wikidata | weitere Bilder |
| Hauptstraße 6 (Standort)                                          | Wohnhaus                                       | Zweigeschossiger traufständiger Walmdachbau mit geohrten Fenster- und Türrahmungen, bezeichnet „1762“ (verkleidet)                                                          | D-6-75-111-12 Wikidata | weitere Bilder |
| Hauptstraße 7 (Standort)                                          | Wohnhaus                                       | Zweigeschossiger giebelständiger Halbwalmdachbau mit Ecklisenen und Geschossgesims, mit Wappenstein des 17. Jahrhunderts, bezeichnet „1821“                                 | D-6-75-111-13 Wikidata | weitere Bilder |
| Hauptstraße 9 (Standort)                                          | Pforte                                         | Geohrt, Sandstein, bezeichnet „1722“ | D-6-75-111-14 Wikidata | weitere Bilder |
| Hauptstraße 10 (Standort)                                         | Gasthof                                        | Zweigeschossiger Walmdachbau mit geohrten Fenster- und Türrahmungen, Eckpilastern und Geschossgesims, bezeichnet „1739“                                                     | D-6-75-111-15 Wikidata | weitere Bilder |
| Hauptstraße 10 (Standort)                                         | Hofportal                                      | bezeichnet „1741“ | D-6-75-111-15 Wikidata | weitere Bilder |
| Hauptstraße 11 (Standort)                                         | Hoftorpforte                                   | Sandstein, bezeichnet „1764“ | D-6-75-111-16 Wikidata | weitere Bilder |
| Hauptstraße 12 (Standort)                                         | Wohnhaus                                       | Zweigeschossiger giebelständiger Sandsteinquaderbau mit Mansardhalbwalmdach, bezeichnet „1822“                                                                              | D-6-75-111-17 Wikidata | weitere Bilder |
| Hauptstraße 12 (Standort)                                         | Hofportal                                      | Bezeichnet „1733“ | D-6-75-111-17 Wikidata | weitere Bilder |
| Hauptstraße 14 (Standort)                                         | Bauernhaus                                     | Eingeschossiger giebelständiger Halbwalmdachbau mit geohrten Fenstern und Giebelgesims, 18./19. Jahrhundert                                                                 | D-6-75-111-18 Wikidata | weitere Bilder |
| Hauptstraße 17 (Standort)                                         | Bauernhaus                                     | Eingeschossiger giebelständiger Satteldachbau mit Fachwerkgiebel und östlich anschließendem Anbau mit Tordurchfahrt, Ende 18. Jahrhundert                                   | D-6-75-111-19 Wikidata | BW             |
| Hauptstraße 17 (Standort)                                         | Hoftorbogen                                    | Bezeichnet „1803“ | D-6-75-111-19 Wikidata | BW             |
| Hauptstraße 18 (Standort)                                         | Wohnhaus                                       | Zweigeschossiger giebelständiger Sandsteinquaderbau mit Halbwalmdach, Eckpilastern sowie Geschoss- und Giebelgesims, bezeichnet „1831“                                      | D-6-75-111-20 Wikidata | weitere Bilder |
| Hauptstraße 18 (Standort)                                         | Scheune                                        | 18. Jahrhundert | D-6-75-111-20 Wikidata | weitere Bilder |
| Hauptstraße 19 (Standort)                                         | Rathaus                                        | Zweigeschossiger giebelständiger Walmdachbau mit massivem Erdgeschoss und Fachwerkobergeschoss, geohrte Fenster- und Türrahmungen, zweite Hälfte 18. Jahrhundert            | D-6-75-111-21 Wikidata | weitere Bilder |
| Hauptstraße 19 (Standort)                                         | Dekoratives Hofportal                          | bezeichnet „1747“ | D-6-75-111-21 Wikidata | weitere Bilder |
| Hauptstraße 20 (Standort)                                         | Bauernhaus                                     | Zweigeschossiger giebelständiger Sandsteinquaderbau mit Satteldach, Ecklisenen sowie barocken Fenster- und Türrahmungen, bezeichnet „1780“                                  | D-6-75-111-22 Wikidata | weitere Bilder |
| Hauptstraße 20 (Standort)                                         | Torpfeiler                                     | 18. Jahrhundert | D-6-75-111-22 Wikidata | weitere Bilder |
| Hauptstraße 23 (Standort)                                         | Wohnhaus                                       | Zweigeschossiger giebelständiger Halbwalmdachbau mit geohrten Fensterrahmungen und Fachwerkobergeschoss, 18. Jahrhundert                                                    | D-6-75-111-23 Wikidata | weitere Bilder |
| Hauptstraße 24 (Standort)                                         | Wohnhaus                                       | Zweigeschossiger Mansarddachbau mit geohrten Fenster- und Türrahmungen im Erdgeschoss, bezeichnet „1785“                                                                    | D-6-75-111-24 Wikidata | weitere Bilder |
| Hauptstraße 29 (Standort)                                         | Wohnhaus                                       | Zweigeschossiger giebelständiger Satteldachbau mit umlaufendem Geschossgesims, 19. Jahrhundert und geohrtem Portal, bezeichnet „1781“ sowie Wappensteine, bezeichnet „1546“ | D-6-75-111-25 Wikidata | weitere Bilder |
| Hauptstraße 31 (Standort)                                         | Barocktor                                      | Pfosten mit Spiegeln, Architrav mit Profilierung und Kugelaufsätzen, Radabweiser, Sandstein, bezeichnet „1778“                                                              | D-6-75-111-26 Wikidata | weitere Bilder |
| Hauptstraße 38 (Standort)                                         | Wohnhaus                                       | Eingeschossiger traufseitiger Halbwalmdachbau mit hohem Sockel, erste Hälfte 19. Jahrhundert                                                                                | D-6-75-111-28 Wikidata | weitere Bilder |
| Hauptstraße 41 (Standort)                                         | Wohn- und Geschäftshaus                        | Zweigeschossiger Walmdachbau mit Fachwerkobergeschoss, geohrte Fenster- und Türrahmungen, rundbogiger Kellerabgang, bezeichnet „1728“                                       | D-6-75-111-29 Wikidata | weitere Bilder |
| Hauptstraße 42 (Standort)                                         | Evangelisch-Lutherische Pfarrkirche St. Marien | Spätgotischer Saalbau mit eingezogenem Chor, erste Hälfte 15. Jahrhundert, Turm mit barockem Helm, im 17. Jahrhundert verändert                                             | D-6-75-111-36 Wikidata | weitere Bilder |
| Nähe Hauptstraße, Nähe Pfarrgasse, nördlich der Kirche (Standort) | Teile einer befestigten Kirchenburganlage      | Einige Gaden bezeichnet „16(...)5“, „1632“, „1764“, „161“? | D-6-75-111-36 Wikidata | weitere Bilder |
| Hauptstraße 45 (Standort)                                         | Bauernhaus                                     | Zweigeschossiger giebelständiger Steilsatteldachbau mit verputztem Fachwerkobergeschoss, 18./19. Jahrhundert                                                                | D-6-75-111-30 Wikidata | weitere Bilder |
| Hauptstraße 48 (Standort)                                         | Wohn- und Geschäftshaus                        | Zweigeschossiger Sandsteinquaderbau mit umlaufendem Geschossgesims und Mansarddach, erste Hälfte 19. Jahrhundert                                                            | D-6-75-111-31 Wikidata | weitere Bilder |
| Hauptstraße 54 (Standort)                                         | Geohrtes Eingangsportal                        | Bezeichnet „1759“ | D-6-75-111-32 Wikidata | weitere Bilder |
| Hauptstraße 56 (Standort)                                         | Wohnhaus                                       | Eckhaus, zweigeschossiger Satteldachbau mit verputztem Fachwerkobergeschoss, 18./19. Jahrhundert                                                                            | D-6-75-111-33 Wikidata | weitere Bilder |
| Hauptstraße 70 (Standort)                                         | Torhaus                                        | Satteldachbau mit hoher Tordurchfahrt, Sandsteinquader mit Fachwerk auf der östlichen Seite, bezeichnet „1605“                                                              | D-6-75-111-34 Wikidata | weitere Bilder |
| Kinderschulgasse 4 (Standort)                                     | Hofportal                                      | Sandstein, Ende 18. Jahrhundert | D-6-75-111-35 Wikidata | BW             |
| Pfarrgasse 3 (Standort)                                           | Pfarrhaus                                      | Zweigeschossiger Satteldachbau mit Ecklisenen, bezeichnet „1878“ | D-6-75-111-37 Wikidata | weitere Bilder |
| Pfarrgasse 3 (Standort)                                           | Barockpforte                                   | Bezeichnet „1788“ | D-6-75-111-37 Wikidata | weitere Bilder |
| Pfarrgasse 8 (Standort)                                           | Kleinhaus                                      | Eingeschossiger giebelständiger Satteldachbau mit barockem Doppelfenster, 18. Jahrhundert                                                                                   | D-6-75-111-38 Wikidata | weitere Bilder |
| Pfarrgasse 16 (Standort)                                          | Bauernhaus                                     | Zweigeschossiger Halbwalmdachbau mit überwalmtem Flügel, aus unregelmäßigen Sandsteinquadern, geohrte Fensterrahmungen, Kellereingang mit Rundbogen, 18./19. Jahrhundert    | D-6-75-111-39 Wikidata | weitere Bilder |
| Rüdenhauser Straße (an der Friedhofsmauer) (Standort)             | Steinkreuz aus Sandstein                       | Ca. 80 cm hoch, bezeichnet „1695“ | D-6-75-111-41 Wikidata | BW             |
| Nähe Rüdenhauser Straße (Standort)                                | Friedhof                                       | Mit winklig zueinander positionierten halboffenen Hallen und Freikanzel, Grabmäler des 18. und 19. Jahrhunderts, Eingangsbogen bezeichnet „1792“                            | D-6-75-111-40 Wikidata | weitere Bilder |

### Friedrichsberg
| Lage                                                  | Objekt                                         | Beschreibung                                       | Akten-Nr.              | Bild           |
| ----------------------------------------------------- | ---------------------------------------------- | -------------------------------------------------- | ---------------------- | -------------- |
| Friedrichsberg 1 (Standort)                           | Forsthaus, ehemaliges Castellsches Jagdschloss | Zweigeschossiger Walmdachbau, bezeichnet „1735“    | D-6-75-111-43 Wikidata | weitere Bilder |
| Stickelsberg, an der Straße nach Rehweiler (Standort) | Gedenkstein mit Sandsteinrelief                | Darstellung eines Unglücksfalls, bezeichnet „1916“ | D-6-75-111-42 Wikidata | weitere Bilder |

## Abgegangene Baudenkmäler
In diesem Abschnitt sind Objekte aufgeführt, die früher einmal in der Denkmalliste eingetragen waren, jetzt aber nicht mehr existieren, z. B. weil sie abgebrochen wurden. Aktennummern in diesem Abschnitt sind ehemalige, jetzt nicht mehr gültige Aktennummern.

| Lage                                  | Objekt        | Beschreibung | Akten-Nr.             | Bild           |
| ------------------------------------- | ------------- | --- | --------------------- | -------------- |
| Abtswind Ebracher Gasse 3 (Standort)  | Bauernhaus    | Zweigeschossiger Satteldachbau mit verputztem Fachwerkobergeschoss und Toreinfahrt, bezeichnet „1798“; 2013 durch Neubau ersetzt | D-6-75-111-2 Wikidata | BW             |
| Abtswind Ebracher Gasse 5 (Standort)  | Bauernhaus    | Zweigeschossiger Fachwerkbau mit Satteldach, Ende 18. Jahrhundert                                                                | D-6-75-111-3 Wikidata | weitere Bilder |
| Abtswind Ebracher Gasse 5 (Standort)  | Hoftorpfosten | Bezeichnet „1819“ | D-6-75-111-3 Wikidata | weitere Bilder |
| Abtswind Ebracher Gasse 18 (Standort) | Hofpforte     | Bezeichnet „1807“; am 17. Januar 2014 nicht mehr in situ vorhanden                                                               | D-6-75-111-6 Wikidata | BW             |